# Observatoire Ximenes

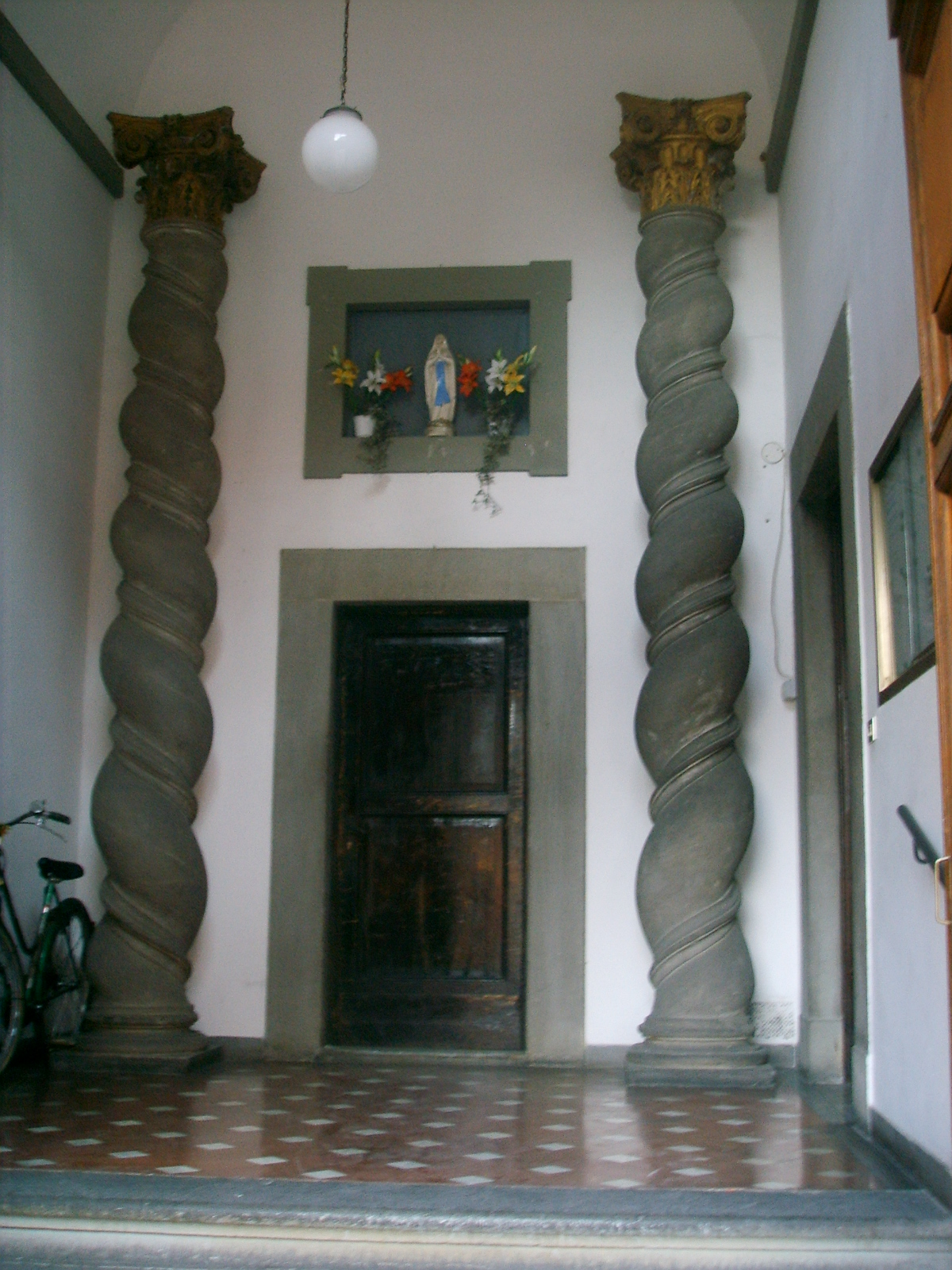
Entrée de l'observatoire

Pour les articles homonymes, voir Ximenes (homonymie).
L'Observatoire Ximenes (Osservatorio Ximeniano en italien) est un organisme autonome de mesure et de recherche, spécialisé en météorologie et en géophysique situé à Florence. Son laboratoire fait  partie du Rete Sismica (Réseau sismique) de l'Institut National de Géophysique et de la Volcanologie.

## Historique
Il a été fondé en 1756 par le père jésuite, né à Trapani, Leonardo Ximenes, et installé au dernier étage du couvent des pères Scolopi dit de San Giovannino à Florence, sur la place San Lorenzo, en face de l'église.
Sur l'ancienne tour des Rondinelli, se trouve la coupole d'observation astronomique, visible de toute la ville.
Il comprend deux bibliothèques, une ancienne et une  moderne et des collections d'instruments scientifiques :
- La Collezione astronomica consacrée à Leonardo Ximenes, son fondateur, et à ses successeurs.
- La Collezione meteorologica d'instruments de mesure depuis 1813.
- La Collezione Cecchi custodisce i ssmografi à partir de 1873.